# Feinguss Blank
Die Feinguss Blank GmbH ist ein Unternehmen in Familienbesitz, das Feingusserzeugnisse herstellt.
Blank zählt in der Branche zu den führenden Feingießereien in Europa. Die BLANK-Unternehmensgruppe ist Entwicklungspartner, Zulieferer und Systemlieferant für die metallverarbeitende Industrie von Feinguss, Fertigbearbeitung und Baugruppen. Der Unternehmenshauptsitz liegt in Riedlingen (Baden-Württemberg). Blank ist Riedlingens größter Arbeitgeber. Zum 31. Dezember 2018 waren 627 Mitarbeiter bei der Feinguss Blank GmbH beschäftigt. Die Umsatzerlöse beliefen sich in diesem Jahr auf 104.874.236 €.

## Geschichte
Das Unternehmen wurde 1960 von Ingenieur Wilhelm Blank gegründet. Der Sohn des Gründers, Kaufmann Werner Blank, stieg 1973 in das Unternehmen ein. 1979 wurde das Unternehmen zur Feinguss Blank GmbH und Co. KG umfirmiert. In den darauf folgenden Jahren wurden unter anderem neue Fertigungshallen und das BBC (Blank Business Center) errichtet. 2017 kam die Feinguss Blank USA Inc. in Charlotte, North Carolina (USA) zur Unternehmensgruppe hinzu.

### Firmengeschichte Blank
2023 Das indische Unternehmen Texmo Precision Castings übernimmt Feinguss Blank
2020 Die Feinguss Blank übernimmt die Mehrheitsbeteiligung an der heutigen B² smart precision s.r.l. in Rumänien. um Synergieeffekte zu erzielen.
2018 Die über 600 Mitarbeiter erzielen einen Umsatz von über 100 Mio. €.
2017 Bau des BBC (Blank Business Center) am Standort in Riedlingen. Gründung der Niederlassung in den USA.
2013 Werner Blank verabschiedet sich in den Ruhestand. Unter seiner Leitung entwickelte sich die Feinguss Blank zu einem spezialisierten mittelständischen Unternehmen.
2007 Beginn des Vakuumfeingusses am Standort in Riedlingen.
2000 315 Mitarbeiter – Neubau des Werk 2 in Riedlingen. Eine zweite Fertigungsschiene wurde errichtet. Aufnahme des Fertigungszweiges Keramische Kerne.
1999 Aufspaltung des Unternehmens in die Feingus Blank GmbH und die Formenbau Blank GmbH.
1996 255 Mitarbeiter – Erwerb des Grundstücks in der Industriestraße 17 in Riedlingen als Vorratsland.
1994 Gründung der Blank Holding.

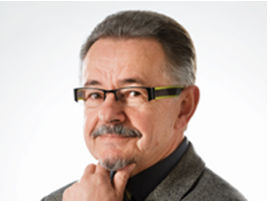
Werner Blank, ehemaliger Geschäftsführer; Sohn des Gründers Wilhelm Blank

1990 221 Mitarbeiter – Ausbau in der Industriestraße 28 zur Vergrößerung der Produktions- und Verwaltungsfläche im Werkzeugbau.
1985 Neubau in der Industriestraße 28 zur Ausgliederung des Werkzeugbaus.
1984 125 Mitarbeiter – Umfirmierung in die Feinguss Blank GmbH. Übergabe der Geschäftsführung an Werner Blank.
1980 96 Mitarbeiter – Das Grundstück in der Industriestraße 28 in Riedlingen (heutiger Werkzeugbau) wurden erworben.
1979 Umfirmierung in die Feinguss Blank GmbH & Co. KG.
1970–1985    Errichtung mehrerer Werkhallen mit einer gesamten Nutzfläche von 4550 m².
1970    36 Mitarbeiter

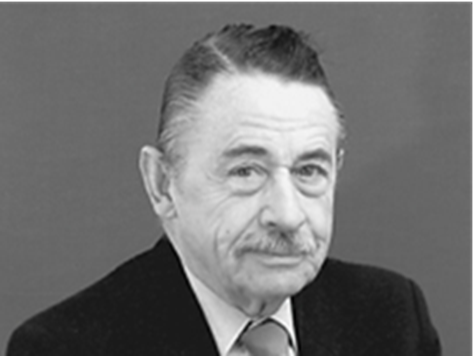
Wilhelm Blank, Gründer der Feinguss Blank

1964 Neubau einer Werkhalle in der Industriestraße. Erweiterung der Nutzfläche auf 850 m².
1960 8 Mitarbeiter – Gewerbeanmeldung der Feingießerei als Einzelfirma. Beginn der Produktion von Feingussteilen. Keramische Überzüge wurden zu dieser Zeit manuell getaucht, gesandet und anschließend in Stahlmantelrohre eingebettet.
1950 19. April 1950 Gründung einer Handelsvertretung für Werkzeuge und Werkzeugmaschinen von Wilhelm Blank in Riedlingen.

## Struktur der Blank-Gruppe
Die Blank Holding GmbH umfasst die Konzerntöchter Feinguss Blank GmbH, Formenbau Blank GmbH und die Feinguss Blank USA Inc. Zur Erweiterung des Fertigungsportfolios entschloss sich Blank, dem Pressebericht zufolge, 2020 zur Übernahme der Mehrheitsbeteiligung an der Barum Automotiv S.R.L. in Rumänien. Die Barum Automotiv S.R.L. operiert eigenständig und wurde in B² smart precision s.r.l. umfirmiert.

## Geschäftsfelder und Produkte
Blank ist Feingussspezialist und bietet ergänzende Dienstleistungen an. Die Formenbau Blank GmbH fertigt im Formenbau Spritzgusswerkzeuge und Prototypen im Auftrag der Feinguss Blank GmbH. Diese wiederum versorgt ihre Kunden mit Feingussteilen nach dem Wachsausschmelzverfahren. Blank ist Systemlieferant für Kunden der Bereiche Automotive, Medizintechnik, Lebensmitteltechnik und der Maschinenbaubranche.

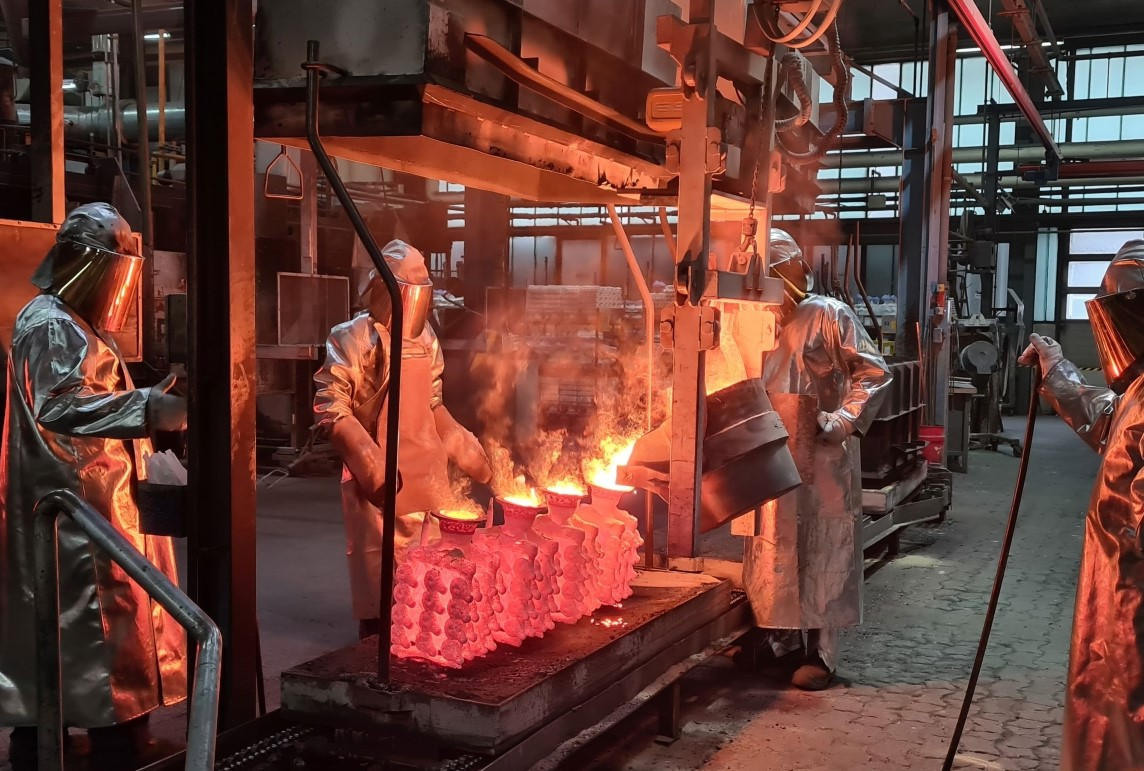
Offener Abguss der Schmelze in der Fertigungshalle der Feinguss Blank GmbH in Riedlingen

### Industrie-Produkte
- Sicherheitsschalter[15]
- Glocken[16]
- Abdeckringe[17]
- Ski-Bindungen[18]

### Automotive-Produkte
- Komponenten für Turbolader[19]
- Pumpenlaufräder[20]
- Auspuffblenden[21]
- Radträger als Leichtbaukomponenten für den Rennsport[22]

### Weitere Branchen
- Luft- und Raumfahrtindustrie
- Armaturenbau
- Beleuchtungsmittelindustrie,
- Energieindustrie,
- Verpackungsindustrie,
- Bauzubehör,
- Kälte-, Klima- und Lufttechnik,
- Mess- und Regeltechnik,
- Laborgeräte,
- Möbelindustrie

- Chemische Industrie[23]

## Blank-Stiftung
Laut Unternehmensangaben wurde die Blank-Stiftung im Jahr 2010 gegründet, um begabte Schüler, Studenten und Berufstätige zu Unterstützen. Das soziale Engagement drückt sich etwa durch Mitfinanzierung von Auslandssemestern und Unterstützung der Bildungspartner sowie Spendenaktionen aus.

## Auszeichnungen
- Newcast Award 2019 für die Leichtbaulösung eines Radträgers[25]
- Innovator of the Year-Award 2017[26]
- ThinKing Mai 2017[27]